# Ваша честь (мінісеріал)
«Ваша честь» (англ. Your Honor) — американський телесеріал, який є адаптованою версією ізраїльського серіалу з тією ж назвою (івр. כבודו). У головній ролі — Брайан Кренстон. Прем'єра відбулася 6 грудня 2020 року на каналі Showtime. Серіал складається з  двох сезонів, у кожному по десять серій.

## Сюжет
У центрі оповідання — шановний суддя з Нового Орлеана Майкл Десіато (Брайан Кренстон), зіткнувся з «жахливою дилемою» після того, як його син Адам зник з місця ДТП після аварії зі смертельними наслідками.

## В ролях

### Головні актори
- Брайан Кренстон — Майкл Десіато
- Хантер Духан — Адам Десіато
- Хоуп Девіс — Джина Бекстер
- Софія Блек-Д'Еліа — Френні
- Айзая Вітлок-молодший — Чарлі
- Майкл Стулбарг — Джиммі Бекстер
- Кармен Іджого — Лі Деламір

### Другорядні актори
- Ліллі Кей — Фіа Бекстер
- Емі Ландекер — Ненсі Костелло
- Тоні Карран — Френкі
- Кіт Макенанянга — Малюк Мо
- Ламар Джонсон — Кофі Джонс
- Бенджамін Флорес-молодший — Юджин Джонс
- Джиммі Стентон — Карло Бекстер
- Чет Хенкс — Джо Малдіні
- Андрін Ворд-Хаммонд — Велика Мо
- Девід Малдонадо — лейтенант Брендан Кьюсак
- Мелані Ніколлз-Кінг — Фімейл Джонс
- Метт Маккой — Армфілд

### Спеціальні запрошені зірки
- Лоррейн Туссен — суддя Сара Леблан
- Марго Мартіндейл — Елізабет Гатрі
- Мора Тірні — Фіона Маккі

## Виробництво

### Розробка
У серпні 2017 року було оголошено, що драматичний серіал «Ваша честь» перебуває в розробці в компанії CBS Studios. У жовтні 2017 року стало відомо, що серіал вийде на каналі Showtime. Прем'єра пілотного епізоду відбулася 6 грудня 2020 року.

### Підбір акторів
У січні 2019 року стало відомо, що на головну роль був затверджений Брайан Кренстон. У серпні 2019 року було оголошено, що в серіалі зіграють Майкл Стулбарг, Софія Блек-д'Еліа, Кармен Іджого і Айзая Вітлок-молодший.

### Зйомки
Знімальний процес розпочався 16 вересня 2019 року в Новому Орлеані, Луїзіана, але в березні 2020 року був припинений у зв'язку з пандемією COVID-19. Виробництво відновилося 7 жовтня 2020 року і завершилося в кінці листопада 2020 року.